# Marijan Bajc
Marijan Bajc, slovenski prevajalec, * 8. september 1938, Trst, Italija, † 7. september 2014, Trst

## Življenje in delo
Rodil se je v družini tržaškega zidarja Karla Bajca. Osnovno šolo in gimnazijo je obiskoval v rojstnem kraju in leta 1957 maturiral. Študij je nadaljeval na Univerzi v Trstu, na kateri je  diplomiral iz družbenih ved (1966) ter pravnih in gospodarskih ved (1972). V letih 1958−1974 je občasno s krajšimi ali daljšimi presledki honorarno napovedoval na Radiu Trst A.
Med leti 1966-1976 je poučeval na slovenskih srednjih šolah na Tržaškem slovenščino, zgodovino, zemljepis in latinščino ter pravo in ekonomijo na Trgovinskem tehniškem zavodu Žiga Zois v Trstu. Od leta 1970 je poučeval slovenščino tudi italijanske deželne uradnike in bil uradni prevajalec pri tiskovnem uradu dežele Furlanije - Julijske krajine. Od 1967 je vpisan kot publicist v Časnikarsko zbornico Italije in občasno s prispevki sodeluje v slovenskem periodičnem tisku. V dijaških letih je aktivno sodeloval v Slovenski dijaški zvezi, kasneje v tržaškem Slovenskem kulturnem klubu. Od leta 1956 do smrti je sodeloval kot radijski igralec pri Radijskem odru.
Večkrat je na listi Slovenske skupnosti  kandidiral pri raznih volitvah. V slovenščino je prevedel več strokovnih knjig s področja financ, prava in ekonomije ter Ustavo italijanske republike (COBISS) ter razne publikacije o šolskem poklicnem usmerjanju. Njegova trenutna bibliografija obsega 23 zapisov. 